# Argyractis samealis
Argyractis samealis là một loài bướm đêm trong họ Crambidae.